# Radosław Wojtaszek
Radosław Wojtaszekⓘ (ur. 13 stycznia 1987 w Elblągu) – polski szachista, od 2005 roku arcymistrz.

## Kariera szachowa

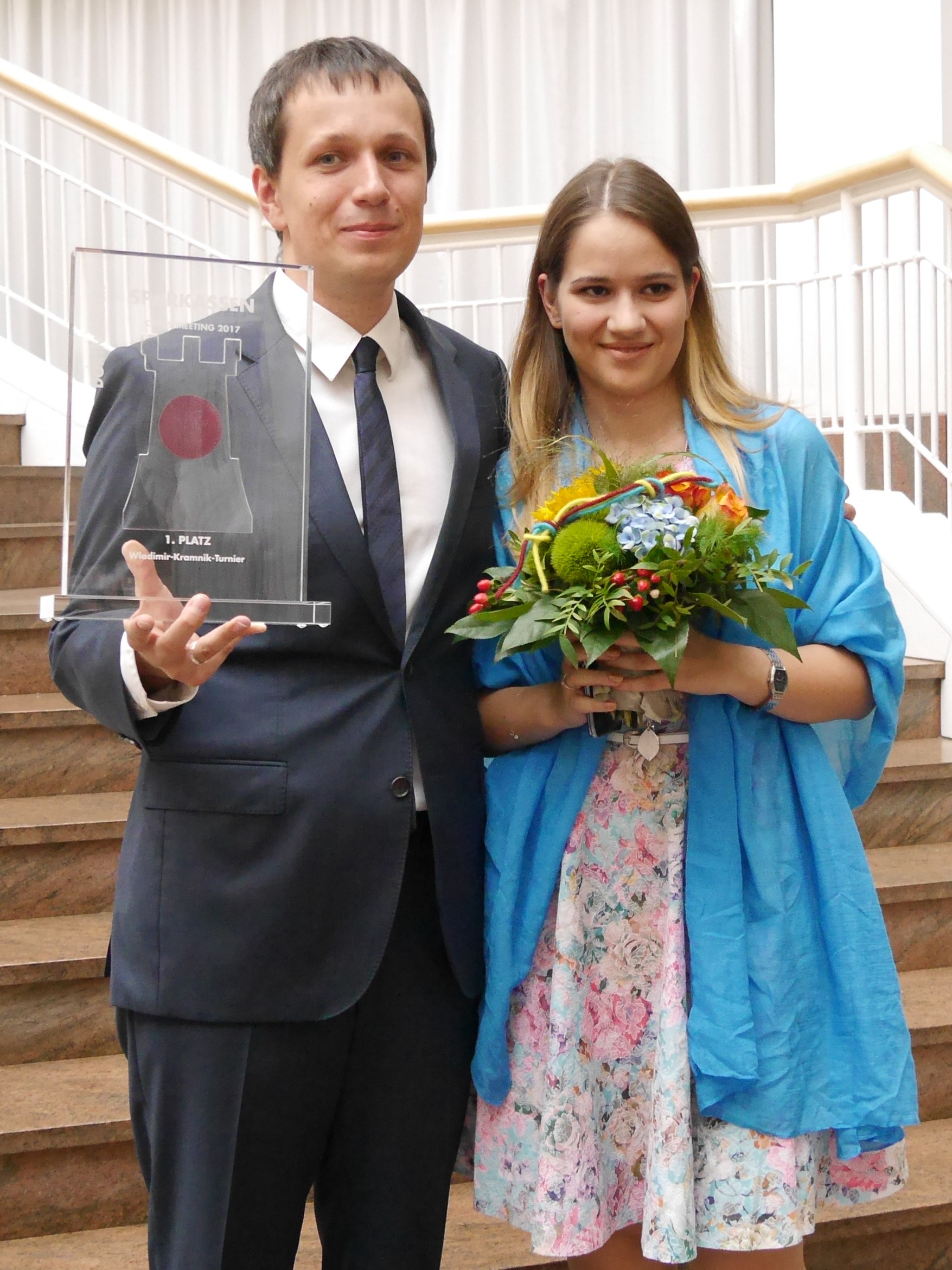
Radosław Wojtaszek i Alina Kaszlinska (Dortmund 2017)

Poznał szachy w wieku czterech lat. Jego pierwszym trenerem był Marian Wodzisławski. Mając sześć lat, zdobył swój pierwszy tytuł mistrza Polski. Od tego czasu był wielokrotnym medalistą mistrzostw Polski i reprezentantem kraju w mistrzostwach świata i Europy juniorów w różnych grupach wiekowych. W 2002 zdobył brązowy medal na mistrzostwach Europy juniorów do lat 16, zaś w kolejnym – srebrny medal w kategorii do lat 18 (Budva 2003). W tym samym roku zdobył w Balatonlelle dwa medale na drużynowych mistrzostwach Europy do lat 18 (srebrny wraz z drużyną oraz złoty za indywidualny wynik na II szachownicy). W obfitującym w sukcesy 2004 zdobył tytuły mistrza świata i mistrza Europy w kategorii do 18 lat. Trzykrotnie zwyciężał w mistrzostwach Polski do 20 lat (2002, 2004, 2005).
Wielokrotnie startował w finałach indywidualnych mistrzostw Polski, zdobywając 12 medali: sześć złotych (2005, 2014, 2016, 2021, 2022, 2024), trzy srebrne (2009, 2010, 2023) oraz trzy brązowe (2006, 2008, 2011).
W styczniu 2005 zwyciężył w rozgrywanym systemem szwajcarskim międzynarodowym turnieju Cracovia (edycja 2004/05). W 2006 zwyciężył (wspólnie z Peterem Heine Nielsenem) w openie w Salonikach. Na przełomie 2007 i 2008 podzielił I m. w Sztokholmie (turniej Rilton Cup, wspólnie z m.in. Pią Cramling, Tomi Nybackiem i Vasiliosem Kotroniasem i Jewgienijem Agrestem). Pod koniec 2008 zdobył w Warszawie tytuł mistrza Europy w szachach szybkich, natomiast na przełomie 2008 i 2009 ponownie podzielił I m. (wspólnie z Sebastianem Bognerem) w kolejnym turnieju Rilton Cup w Sztokholmie. W 2009 podzielił II m. (za Borysem Graczewem, wspólnie z Michaelem Roizem) w Lublinie oraz zwyciężył w rozegranym w Warszawie memoriale Mieczysława Najdorfa. W 2010 zwyciężył (wspólnie z Bartłomiejem Macieją) w V Międzynarodowym Turnieju Szachowym Klubu „Polonia” we Wrocławiu, podzielił również I m. (wspólnie z Laurentem Fressinetem) w turnieju IV Torneo Internacional A.D.San Juan w Pampelunie. W 2011 zdobył w Aix-les-Bains tytuł indywidualnego wicemistrza Europy. Oprócz tego odniósł samodzielne zwycięstwo w memoriale György Marxa w Paksie oraz wystąpił w turnieju o Puchar Świata, w I rundzie pokonując Armana Paszikjana, ale w II przegrywając z Baadurem Dżobawą. Zdobył również (w Warszawie) brązowy medal mistrzostw Europy w szachach błyskawicznych. W 2013 wystąpił w rozegranym w Tromsø turnieju o Puchar Świata, w I rundzie przegrywając z Alexandrem Fierem, zdobył w Rodos Klubowy Puchar Europy (w barwach czeskiego zespołu G-Team Novy Bor) oraz zwyciężył w turnieju Christmas Open w Zurychu. W 2014 zwyciężył w turnieju Hilton Basel Chess Festival w Bazylei oraz zajął II m. (za Maxime Vachierem-Lagrave'em) w Biel.
Wielokrotnie reprezentował Polskę w rozgrywkach drużynowych, m.in. ośmiokrotnie na olimpiadach szachowych (w latach 2006, 2008, 2010, 2012, 2014, 2016, 2018, 2022), w 2012 zdobywając srebrny medal za indywidualny wynik na I szachownicy oraz czterokrotnie na drużynowych mistrzostwach Europy (w latach 2005, 2007, 2009, 2011).
Najwyższy ranking w dotychczasowej karierze (stan na wrzesień 2017) osiągnął 1 stycznia 2017, z wynikiem 2750 punktów zajmował wówczas 18. miejsce na światowej liście FIDE, jednocześnie zajmując 1. miejsce wśród polskich szachistów.
W październiku 2008 został pierwszym polskim szachistą, który znalazł się wśród współpracowników mistrza świata podczas meczu o mistrzostwo świata. Do swojego zespołu zaprosił go wówczas Viswanathan Anand, który kilkakrotnie spotkał Wojtaszka w czasie meczów w niemieckiej Bundeslidze. Również w kolejnym meczu o mistrzostwo świata, w 2010 w Sofii, znalazł się w zespole Viswanathana Ananda. Pełnił także rolę sekundanta Ananda w rozegranym w 2012 meczu z Borysem Gelfandem oraz w dwóch meczach z Magnusem Carlsenem (2013, 2014).
W styczniu 2015 pokonał mistrza świata Norwega Magnusa Carlsena w 3. rundzie turnieju Tata Steel Masters w Wijk aan Zee, a w 5. rundzie zwyciężył drugiego w rankingu światowym Fabiano Caruanę. W powojennej historii polskich szachów takie zdarzenie (zwycięstwo nad aktualnym mistrzem świata) miało miejsce po raz pierwszy.
W lipcu 2017 Wojtaszek odniósł największy sukces w swojej karierze poprzedzającej tę datę: zwyciężył w superturnieju w Dortmundzie, zdobywając 4,5/7 pkt i wyprzedzając o pół punktu Władimira Fiedosiejewa i Maxime'a Vachier-Lagrave'a oraz o jeden punkt Władimira Kramnika.

## Życie prywatne
Mąż arcymistrzyni Aliny Kaszlinskiej.